# Anton Kazakov
Anton Kazakov (n. 8 de noviembre de 2004) es un jugador de snooker ucraniano.

## Biografía
Nació en Ucrania en 2004. Es jugador profesional de snooker desde 2022. No se ha proclamado campeón de ningún torneo de ranking, y ni siquiera ha superado todavía la primera ronda, pues cayó a esas alturas tanto en el Snooker Shoot Out de 2023 (ante Xiao Guodong) como en el WST Classic de ese mismo año (3-4 frente a Jackson Page). Tampoco ha logrado hilar ninguna tacada máxima, y la más alta de su carrera está en 115.